# Faisà verd

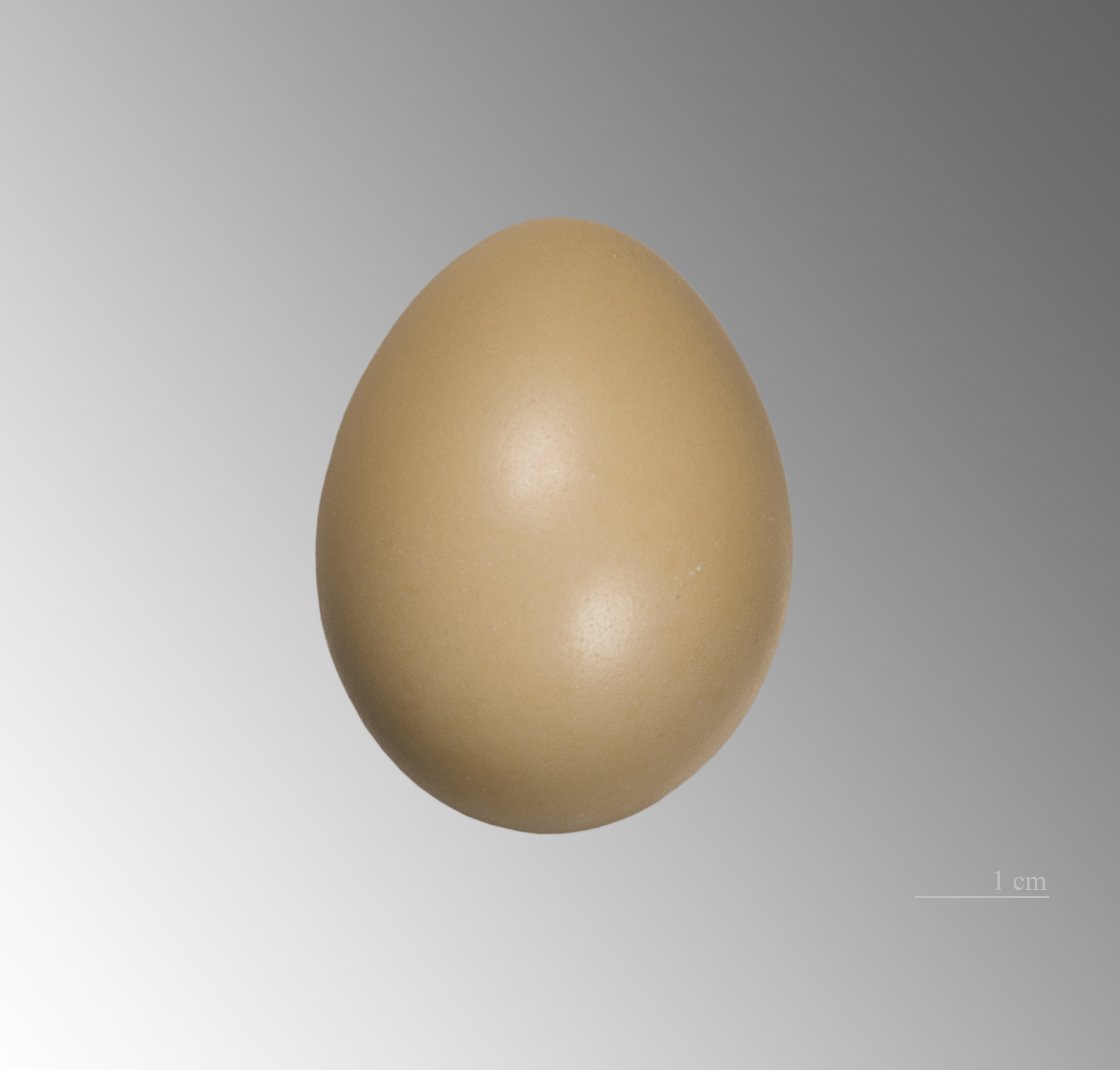
Phasianus versicolor

El faisà verd (Phasianus versicolor) és una espècie d'ocell de la família dels fasiànids (Phasianidae) molt pròxim al faisà vulgar, fins al punt de ser considerats coespecífics en moltes classificacions. El mascle d'aquesta espècie es diferencia per un plomatge de color verd fosc al pit i l'abdomen. A més tenen un coll violeta iridescent, pell vermella a la cara i cua de color verd violaci. La femella és més petita que el mascle, amb plomatge marró amb taques fosques.
És un ocell endèmic de l'arxipèlag japonès i es considera l'ocell nacional del Japó.
Aquesta espècie és abundant i s'estén per tota la seva àrea original. Freqüenta les terres de cultiu i es veu sovint prop dels assentaments humans. S'ha introduït a Hawaii i els Estats Units com ocell ornamental i de caça.

## Llista de subspecies
Se n'han descrit 4 subespècies:
- Phasianus versicolor versicolor, del sud-oest de Honshu i Kyushu.
- Phasianus versicolor tanensis, del centre de Honshu i les illes Izu.
- Phasianus versicolor robustipes, del nord-oest de Honshu i Sado.
- Phasianus versicolor tohkaidi, de Shikoku.